# Giro de Lombardia de 1905
O Giro de Lombardia de 1905, a 1ª edição de esta clássica ciclista, disputou-se a 12 de novembro de 1905, com um percurso de 266 km entre Milão e Como. O vencedor final foi o italiano Giovanni Gerbi, que se impôs na linha de chegada com mais de 40 minutos de vantagem aos italianos Giovanni Rossignoli e Luigi Ganna, que acabaram segundo e terceiro respectivamente.

## Classificação final
| Posição | Ciclista            | Equipa          | Tempo        |
| ------- | ------------------- | --------------- | ------------ |
| 1       | Giovanni Gerbi      | Maino           | 6h57'00      |
| 2       | Giovanni Rossignoli | Bianchi         | + 40' 11"    |
| 3       | Luigi Ganna         | Rudge Whithirth | + 40' 46"    |
| 4       | Carlo Galetti       | Individual      | + 51' 58"    |
| 5       | Carlo Mairani       | Individual      | + 1h 32' 08" |
| 6       | Alfredo Jacorossi   | Rudge Whithirth | + 1h 33' 08" |
| 7       | Battista Danesi     | Turkheimer      | m. t.        |
| 8       | Andrea Massironi    | Rudge Whithirth | + 1h 42' 08" |
| 9       | Luigi Mori          | Individual      | + 1h 43' 08" |
| 10      | Gualtiero Farina    | Bianchi         | + 1h 46' 08" |